# Cambridge (Ohio)
Cambridge is een plaats (city) in de Amerikaanse staat Ohio, en valt bestuurlijk gezien onder Guernsey County.

## Demografie
Bij de volkstelling in 2000 werd het aantal inwoners vastgesteld op 11.520.
In 2006 is het aantal inwoners door het United States Census Bureau geschat op 11.454, een daling van 66 (-0,6%).

## Geografie
Volgens het United States Census Bureau beslaat de plaats een oppervlakte van
14,5 km², geheel bestaande uit land. Cambridge ligt op ongeveer 241 m boven zeeniveau.

## Plaatsen in de nabije omgeving
De onderstaande figuur toont nabijgelegen plaatsen in een straal van 16 km rond Cambridge.

## Geboren
- John Glenn (1921-2016), astronaut en politicus